# Гура-Веїй (Долж)
Гура-Веїй (рум. Gura Văii) — село у повіті Долж в Румунії. Входить до складу комуни Подарі.
Село розташоване на відстані 184 км на захід від Бухареста, 13 км на південь від Крайови.

## Населення
За даними перепису населення 2002 року у селі проживала 451 особа, усі — румуни. Усі жителі села рідною мовою назвали румунську.